# Piccolo Teatro di Milano

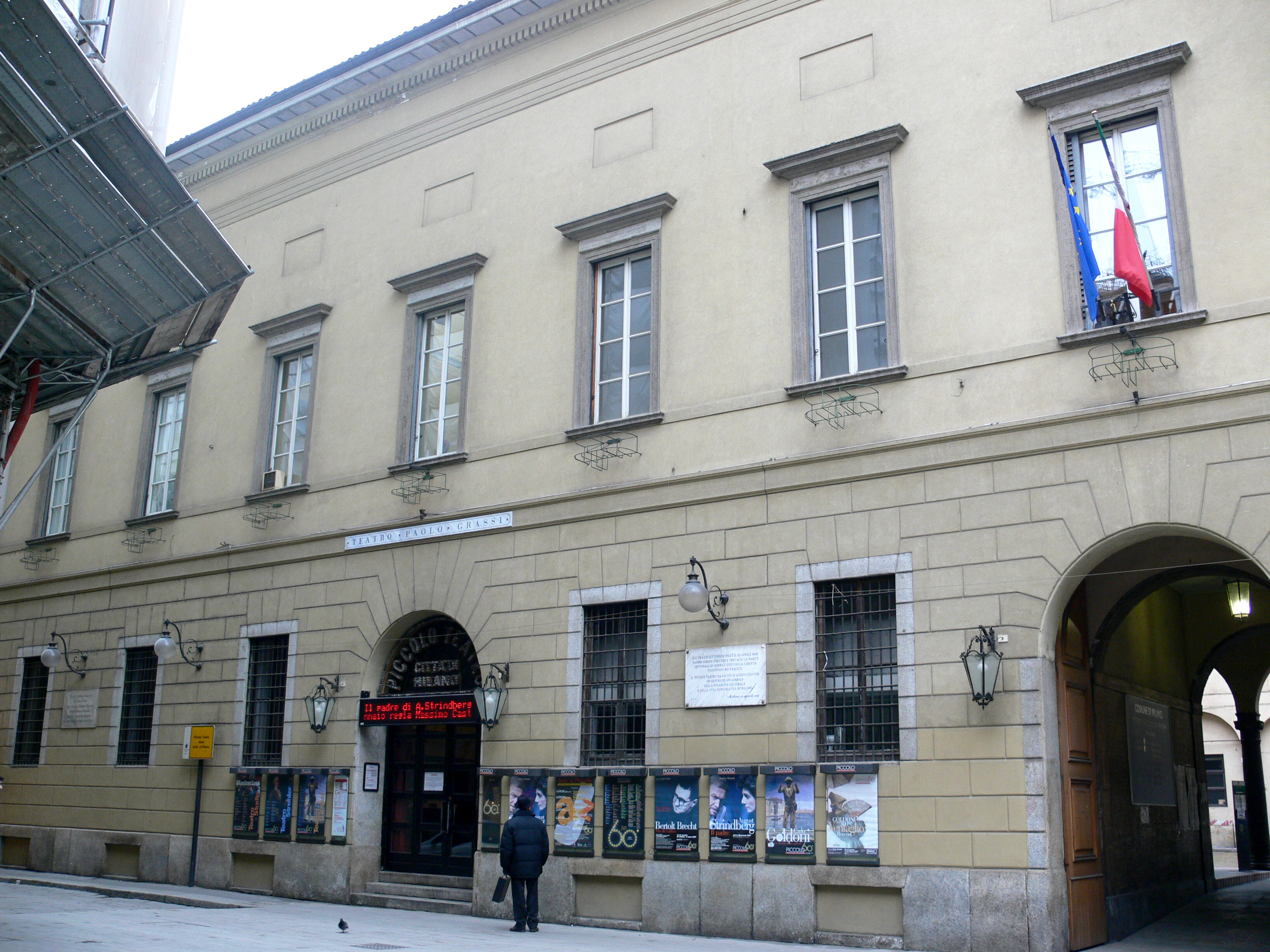
Das Piccolo Teatro in Mailand

Das Piccolo Teatro di Milano, seit 1991 offiziell Teatro d’Europa, ist ein Theater in Mailand.

## Geschichte
Das Theater wurde von Giorgio Strehler und Paolo Grassi in einem Mailänder Kino gegründet und am 14. Mai 1947 mit Maxim Gorkis Nachtasyl eröffnet. Es handelte sich um das erste „Teatro stabile“, nämlich ein stehendes, staatlich subventioniertes Theater mit festem Ensemble, das teilweise auch in großen Häusern – wie dem Teatro lirico di Milano – spielte.
Im Repertoire der ersten Jahre standen besonders Stücke von William Shakespeare und Carlo Goldoni, später auch Anton Tschechow und Bertolt Brecht. Die Gründer zielten auf die Etablierung eines antielitären Volkstheaters, das jedem Bürger zugänglich sein sollte.
Dieses Konzept veränderte sich jahrzehntelang kaum. Wichtig war Strehler bei den Darbietungen jedoch die Vermeidung reiner Publikumswirksamkeit. Vielmehr sollte die intellektuelle Komplexität der Stücke vermittelt werden.
Grassi, der ab 1968 das Theater alleine leitete, wurde 1972 zum Leiter der Mailänder Scala berufen. Der zurückgekehrte Strehler verließ wiederholt das Piccolo Teatro, nicht zuletzt wegen langwieriger Auseinandersetzungen um einen geplanten Neubau. 1986 gründete er die Scuola di Teatro als integralen Bestandteil des Theaters. Die Eröffnung des neuen Theaters im Januar 1998 erlebte Strehler nicht mehr. Sein Nachfolger wurde Sergio Escobar, er berief 1998 Luca Ronconi als künstlerischen Leiter an das Theater.